# Adventures in Emceein
Albums de KRS-One
Hip Hop Lives
(2007) Maximum Strength
(2008)
Singles
1. The Real Hip-Hop

Adventures in Emceein est le neuvième album studio de KRS-One, sorti le 19 février 2008.

## Liste des titres
| No  | Titre                                  | Durée |
| --- | -------------------------------------- | ----- |
| 1.  | Intro (featuring Rakim)                | 0:16  |
| 2.  | Today's Topics (featuring Chuck D)     | 0:53  |
| 3.  | Our Soldiers (featuring CX)            | 3:38  |
| 4.  | Money (featuring MC Lyte)              | 3:40  |
| 5.  | We Dem Teachas (featuring Keith Sweat) | 3:22  |
| 6.  | Better & Better (featuring Pee-Doe)    | 2:56  |
| 7.  | The Way It's Goin' Down                | 2:41  |
| 8.  | The Teacha Returns                     | 2:21  |
| 9.  | The Real HipHop (featuring Nas)        | 3:05  |
| 10. | Watch This! (featuring S-Five)         | 2:48  |
| 11. | What's Your Plan?                      | 3:30  |
| 12. | All Right (featuring Just Blaze)       | 2:36  |
| 13. | Don't Get So High (Dancehall Mix)      | 2:52  |
| 14. | I Got You                              | 2:37  |
| 15. | All My Love (featuring Carlet Boseman) | 3:09  |
| 16. | Over 30 (Remix)                        | 3:07  |
| 17. | Getaway                                | 3:06  |
| 18. | Don't Give It Up (featuring S-Five)    | 3:42  |
| 19. | Gro--oh! (featuring S-Five)            | 3:23  |
| 20. | It's All Love (featuring Non-Stop)     | 3:42  |
| 21. | Wachanoabout (featuring Vince Flores)  | 2:56  |